# Santa María de Perula
Santa María de Perula ist ein spanischer Ort in der Provinz Huesca der Autonomen Gemeinschaft Aragonien. Santa María de Perula, im Pyrenäenvorland liegend, gehört zur Gemeinde Sabiñánigo. 

## Geographie
Der Ort liegt bei Aineto.